# تورشتن کراخت
تورشتن کراخت (به آلمانی: Torsten Kracht) بازیکن فوتبال و مدافع اهل آلمان شرقی بود که از سال ۱۹۸۸ میلادی عضو تیم ملی فوتبال آلمان شرقی بوده‌است. وی در ۲ بازی ملی حضور داشته و در بازی‌های ملی‌اش گلی به ثمر نرساند. تورشتن کراخت آخرین بازی ملی خود را در سال ۱۹۹۰ میلادی انجام داد.